# George's Brook
George's Brook is een plaats in de Canadese provincie Newfoundland en Labrador. De plaats ligt aan de oostkust van het eiland Newfoundland en maakt deel uit van de gemeente George's Brook-Milton.

## Geschiedenis
Het gemeentevrije dorp had geen lokaal bestuur tot de oprichting van het local service district (LSD) George's Brook in 1987. Na achttien jaar werd dat LSD opgeheven om er een nieuw te maken waarin ook buurdorp Milton opgenomen was. Zo ontstond in 2005 het local service district George's Brook-Milton.
In 2018 werd George's Brook-Milton omgevormd tot een volwaardige gemeente (town), al behield George's Brook voor statistische redenen wel haar status van designated place.

## Geografie
George's Brook ligt aan het noordwestelijke uiteinde van Smith Sound. Dat is een lange westelijke zijarm van Trinity Bay die Newfoundland en Random Island van elkaar scheidt.
De plaats ligt aan de splitsing van de provinciale routes NL-230A en NL-232. In het zuiden loopt de bebouwing van de plaats over in die van het buurdorp Milton. George's Brook ligt voorts 5 km ten westen van Barton en ruim 9 km ten zuiden van Morley's Siding.

## Demografie
Tussen 1991 en 2021 was de demografische situatie in George's Brook relatief stabiel met een bevolkingsomvang die schommelde rond de 350.
| Demografische ontwikkeling van George's Brook tussen 1991 en 2021 |
| ----------------------------------------------------------------- |
|                                                                   |
| Bron: Statistics Canada (1991–1996, 2001–2006, 2011–2016, 2021)   |